# 藤田礼子
藤田 礼子（ふじた れいこ、1969年6月10日 - ）は、日本の国土交通官僚。

## 人物
東京都出身。桜蔭高校を経て、1992年 東京大学法学部卒業後、運輸省（現：国土交通省）入省。鉄道局総務課配属。1995年4月 大臣官房文書課第三法規係長。1996年5月 航空局監理部総務課法規係長。1998年 ロンドン大学クイーンメアリーアンドウェストフィールド校で公共政策学修士号を取得。
1998年10月 関東運輸局自動車第一部旅客第一課長。2000年9月 自動車交通局保障課課長補佐。2002年7月 航空局飛行場部関西国際空港・中部国際空港管理官課長補佐。2003年4月 航空局飛行場部関西国際空港・中部国際空港管理官企画調整官。2004年4月 国土交通省総合政策局観光部観光推進課観光渉外官（ビジット・ジャパン・キャンペーン担当）。国土交通省総合政策局国際観光推進課観光渉外官。
国土交通省総合政策局政策課企画調査室長。2011年6月 観光庁総務課企画室長。2012年7月 成田市副市長。2015年7月31日 国土交通省大臣官房参事官（航空予算担当）兼航空局総務課予算･管財室長。国際観光振興機構海外プロモーション部長。国土交通省総合政策局情報政策課長。国土交通省大臣官房運輸安全監理官。
2021年7月1日 東京航空局長。
2023年7月4日 気象庁総務部長。
2024年7月1日 関東運輸局長。